# Amlieto, il principe non si sposa
Amlieto, il principe non si sposa è un'opera teatrale scritta da Stefano Benni, originariamente interpretata dai 5 componenti del gruppo comico dei Broncoviz: una sua messa in scena, da questi interpretata, venne trasmessa in televisione su Rai Due nel 1997.

## Trama
Il principe Amlieto ha un unico interesse: quello di scoprire il segreto fra la vita e la morte poiché, da qualche tempo, nella foresta intorno al castello, una strana nebbia avvolge gli animali e li fa cadere in un sonno mortale (gli individui sembrano morti ma il loro cuore batte). Per questo motivo chiama Nicanor detto il boia, che dovrebbe ben conoscere l'argomento morte: il boia, tuttavia, rimane commosso nel vedere il cane del principe decapitato ma col cuore pulsante (""Gli uomini li uccido a fiumi ma le bestiole no!!!""). 
Nel frattempo entra in scena Gastone, cugino non scemo di Amlieto sfoderando il suo successo nella caccia: descrive minuziosamente come ha impallinato tutta la selvaggina ma sono solo bugie; incalzato dal boia e da Amlieto alla fine cede: è stata la solita nebbia e lui s'è limitato solo a raccogliere gli animali (su questo argomento canta una canzone).
Entra in scena la regina Gudula, madre di Amlieto che non si spiega perché il figlio sia più interessato agli animali che non agli affari di cuore e di Stato. Vuole convincere il figlio a sposare Ofelia Dindero di Oghenlog, impresa vana, ma quando sta per sopraggiungere la ragazza abbandonano tutti la scena per lasciare i due giovani da soli. Ofelia sembra una bambina cresciuta, è difatti in vena di scherzi. Ofelia e Amlieto cantano un brano insieme.
Fanno il loro esordio il re Bonario ed il cerimoniere Presenzio: discutono sugli invitati al banchetto di nozze. Bonario è convinto che Amlieto prima o poi si sposerà ma la regina Gudula ha fretta e torna in scena in compagnia di Don Vitaliano di Siviglia con un piano diabolico per obbligare il figlio a sposarsi con Ofelia grazie all'inganno: le loro trame porteranno difatti, secondo loro, a nozze riparatrici tra i due. Il cardinale porta con sé "ORGON", un potente afrodisiaco che sarà versato dal Jolly (chiamato da re Bonario per farlo divertire) sostituendolo alla dose serale di sonnifero di Amlieto. Per completare la trama diabolica, Gudula ha pagato bene Trendy, la sorella gemella omozigote di Ofelia che entra in scena poco vestita e fa esclamare a Don Vitaliano: "Gran pezzo d'omozigota...".
Ma il Jolly, in un raro momento di serietà, decide di non effettuare lo scambio. Così Amlieto si addormenta davanti a Trendy ed anche Gastone, chiamato dalla regina per deflorare la finta Ofelia, dopo aver bevuto quello che crede essere "ORGON", si addormenta. In un ultimo tentativo la regina chiede a Don Vitaliano di procedere ma l'arrivo di re Lotario blocca tutto: Amlieto sarà processato.
Il processo inizia come una sceneggiata napoletana. Si susseguono i testimoni: il cerimoniere Presenzio comincia un complicato discorso ma alla fine si immobilizza (la nebbia...), il boia descrive il suo lavoro ed il commovente pianto di una madre di una bambina condannata e viene pugnalato dalla regina Gudula, Trendy canta e si suicida avvelenandosi, Gastone parla male del cugino ma viene ucciso anche lui dalla regina, Don Vitaliano chiama a testimoniare Dio che lo fulmina. Restano Gudula e Bonario: la regina rivela di aver appena avvelenato il re ed egli prima di spirare la pugnala alla schiena. In un mondo dove prevale la morte Amlieto vuole vivere e prova a convincere Ofelia di questa attrattiva spronato anche dalla nebbia che svanisce. Ma muore anche Ofelia.

## Personaggi ed interpreti
- Amlieto: Ugo Dighero
- Jolly: Ugo Dighero
- Nicanor: Mauro Pirovano
- Don Vitaliano di Siviglia: Mauro Pirovano
- Gastone: Maurizio Crozza
- Re Bonario: Maurizio Crozza
- Regina Gudula: Marcello Cesena
- Presenzio: Marcello Cesena
- Ofelia: Carla Signoris
- Trendy: Carla Signoris